# Don Rodrigo de Barragan
Don Rodrigo de Barragan Freiherr zu Wasserburg († 1640) war ein österreichischer und Pfalz-Neuburger Militär und Beamter, unter anderem als Obersthofmeister zu Günzburg und später als Hofmarschall zu Neuburg.

## Leben
Laut seiner Erhebung in den Reichsritterstand (1629) aus dem uralt-adeligen Geschlecht der Barragan de la Puente de la Regna aus dem Königreich Navarra stammend war er der Sohn von Martin Pelaitz Barragan, Großmeister des Ritterordens St. Jakob de la Espada. Rodrigo trat 1592 in die Dienste des Hauses Österreich, zunächst in Kriegen gegen die Türken in Ungarn und Siebenbürgen, später auch in Einsätzen im Reich und in den Niederlanden. Er stand in Diensten des Markgrafen Karl von Burgau, ab 1609 in der Markgrafschaft unter anderem als dessen Rat, Kämmerer, Oberjäger- und Oberststallmeister. Beim Tod des Markgrafen 1618 war Barragan dessen Geheimer Rat, Oberstkämmerer, Obersthofmeister und Landvogt der Markgrafschaft Burgau. Außerdem war er kaiserlicher Rat und Kämmerer und wurde 1623 von Kaiser Ferdinand II. in den Reichsfreiherrnstand erhoben. Zunächst weiter am Hof in Günzburg bei der Markgräfinwitwe Sibylle trat er im Jahr nach deren Tod 1628 in den Dienst von Wolfgang Wilhelm von Pfalz-Neuburg als Hofmarschall. Persönliche Kontakte zum Neuburger Hof hatte Barragan schon früher und 1629 wurde er vom Pfalzgrafen auch zum Geheimrat, Kämmerer und Oberpräsidenten einer neuen, aber nur kurzlebigen Behörde für die fürstlichen Einnahmen ernannt. Spätestens seit 1637 war er auch Pfleger von Gundelfingen. Zuvor erwarb er den Einödhof Altmannstetten südlich von Neuburg. Geheiratet hatte Barragan bereits 1612 Anna Katharina Lidel von Mayenburg. Seine Tochter Maria Jakobe vermählte sich 1637 mit dem damaligen kaiserlichen Kapitän Julius Caesar Visconti († 1656), wobei eine jahrelange Auseinandersetzung um die Mitgift entbrannte. Erst nach dem Tod Don Rodrigo de Barragans am 3. April 1640 konnte dieser Streit durch seine Witwe, die mindestens bis 1656 weiter auch im Besitz von Altmannstetten blieb, beigelegt werden. Der gemeinsame Sohn Karl Konrad trat ebenfalls in Pfalz-Neuburgische Dienste als Hofkammerrat und Kirchenrat.